# 極限作業ロボット
極限作業ロボット（きょくげんさぎょうロボット、英語: Robots for critical work condition）とは、原子力発電所・深海底・宇宙など、人間が作業できないような過酷な環境下で種々の作業をする特殊なロボット。
なお本項に該当する他の呼称として、特許庁の「特殊環境用ロボット（英語: Robots for special environments）」が存在する。

## 概要
工業技術院大型プロジェクトで1983年度から1992年までの9年をかけて行われた国家プロジェクト「極限作業ロボットプロジェクト」では、①原子力発電施設作業ロボット（原子力ロボット）、②石油生産支援ロボット（海洋ロボット）、③生産施設防災ロボット（防災ロボット）の開発が対象だった。当時は産業用ロボットの普及が進みつつあった時代で次にロボットが進出するべき分野として、従来は人が行っていた重労働を置き換える目的で開発が進められた。複数の形式のロボットが開発されたが、基本的に有線式で遠隔操作によるマニピュレータを備えて不整地でも走行出来るようにクローラや4足歩行の機能を備えた。初期の目標はある程度達成できたが、実用化に向けたいくつかの課題も判明した。

## 分類
特許庁の分類に従えば次の6つに区分される。

### 探査ロボット
宇宙、海洋、資源の3つに区分。

### レスキューロボット
狭義の救助を含む災害全般で用いられるロボットを指す「災害対応ロボット」という呼称も存在する。